# Јасо
Јасо (грч. Ἰασώ) је у грчкој митологији била божанство лечења, лекова и умешности (начина) лечења.

## Митологија
Била је кћерка и пратиља бога Асклепија, а мајка јој је, према неким изворима била Епиона.

## Култ
Паусанија, али и други аутори су извештавали да се ова богиња поштовала као божанство опоравка у Амфијарејовом храму у Оропу. Тамо је део олтара био посвећен и њој, заједно са Афродитом, Атеном, Панакејом и Хигијом.